# روشيل بالانتين
روشيل بالانتين (بالإنجليزية: Rochelle Ballantyne)‏ هي لاعب شطرنج أمريكية، ولدت في 1995.

## وصلات خارجية
- روشيل بالانتين على موقع الاتحاد الدولي للشطرنج (الإنجليزية)
- روشيل بالانتين على موقع مباريات الشطرنج (الإنجليزية)
- روشيل بالانتين على موقع Chesstempo.com (الإنجليزية)
- روشيل بالانتين على موقع الاتحاد الأمريكي للشطرنج (الإنجليزية)
- روشيل بالانتين على موقع IMDb (الإنجليزية)